# Colepia compernis
Colepia compernis là một loài ruồi trong họ Asilidae. Colepia compernis được Daniels miêu tả năm 1987. Loài này phân bố ở miền Australasia.